# Dolné Vestenice
Dolné Vestenice (węg. Alsóvesztény) – słowacka wieś (obec), znajdująca się w kraju trenczyńskim, w powiecie Prievidza.